# Richard Wiesner
Richard Wiesner (geboren 30. Mai 1875 in Wien; gestorben 14. Oktober 1954 ebenda) war ein österreichischer Pathologe und Bakteriologe.

## Leben
Wiesners Vater war der Professor für Anatomie und Physiologie der Pflanzen an der Universität Wien, Julius von Wiesner, der einer jüdischen Familie entstammte. Richard Wiesner legte die Matura am Humanistischen Gymnasium in Kremsmünster ab und studierte anschließend von 1897 bis 1902 an der Universität Wien Medizin. Sein akademischer Lehrer war Anton Weichselbaum. Nach der Promotion 1902 wurde er 1903 Assistent am Pathologisch-anatomischen Institut der Universität Wien, wo er 1911 habilitiert wurde. 1909 wurde die Familie aufgrund der wissenschaftlichen Verdienste des Vaters in den erblichen Ritterstand erhoben, dieses Adelsprädikat trug sie bis 1919. Bis 1920 war Wiesner dann Prosektor an der Landes-Heil- und Pflegeanstalt „Am Steinhof“ in Wien. Im Ersten Weltkrieg leitete er ein Epidemielabor in Serbien. 1917 wurde Richard Wiesner außerordentlicher Professor, ab 1918 vertrat er die Professur für Pathologische Medizin an der Universität Wien. 1920 wurde Wiesner schließlich außerordentlicher Professor sowie Prosektor am Wilhelminen-Spital in Wien. 1937 wurde er dann ordentlicher Professor.
Wiesners Forschungsschwerpunkte galten der Bakteriologie, insbesondere Poliomyelitis, Tuberkulose, Paratyphus sowie kokkenbedingte Darmerkrankungen.
1938 wurde Richard Wiesner von der Universität Wien aus „rassischen“ Gründen zunächst beurlaubt, dann in den vorläufigen Ruhestand versetzt und im März 1940 entschädigungslos entlassen. 1939 verlor er auch seinen Posten als Prosektor. Wiesners Bruder, der Diplomat Friedrich Wiesner wurde 1938 verhaftet und war als „politischer Jude“ bis 1939 im KZ Buchenwald inhaftiert.
1945/46 konnte von Wiesner als Prosektor wieder an das Wilhelminen-Spital zurückkehren und war Honorarprofessor an der Universität Wien, bis er 1948 pensioniert wurde.

## Veröffentlichungen (Auswahl)
- mit Julius Zappert und Carl Leiner: Studien über die Heine-Medinsche Krankheit (Poliomyelitis acuta). Deuticke, Leipzig 1911 (Digitalisat).
- mit Gustav Felsenreich: Über Veränderungen an funktionstüchtigen Herzklappen (gleichzeitig ein Beitrag zur Lehre von der Klappenentzündung). In: Frankfurter Zeitschrift für Pathologie. Bd. 18 (1915), Heft 1.
- Zur Pathologie der Kokkenenteritis (Streptococcus lacticus). In: Frankfurter Zeitschrift für Pathologie. Bd. 19 (1916), Heft 1/2, S. 238–246.
- The Etiology of Encephalitis Lethargica. In: Wiener klinische Wochenschrift. Bd. 30 (1917)
- Pathologisch-anatomische Bemerkungen zur Tuberkulose der Lungen. In: Wiener Medizinische Wochenschrift. Bd. 76 (1926), Nr. 26, 26. Juni 1926, S. 783–787 (Digitalisat).
- Ein Brief Theodor Billroths. In: Wiener Medizinische Wochenschrift. Bd. 80 (1930), Nr. 1, 1. Januar 1930, S. 36–38 (Digitalisat).
- Über gesetzmäßige Krankheitslokalisation und Konditionalität. Ein Beitrag zum partiellen Herzaneurysma. In: Wiener Medizinische Wochenschrift. Bd. 80 (1930), Nr. 3, 11. Januar 1930, S. 85–87 (Digitalisat).
- Probleme der Lungentuberkulose. In: Wiener Medizinische Wochenschrift. Bd. 83 (1933), Nr. 28, 8. Juli 1933, S. 773–776 (Digitalisat) und Nr. 29, 15. Juli 1933, S. 803–806 (Digitalisat).
- Über Fettskybala. In: Wiener Medizinische Wochenschrift. Bd. 84 (1934), Nr. 15, 7. April 1933, S. 419–423 (Digitalisat).
- Allgemeine Krankheitslehre. Eine Einführung in die allgemeine Pathologie für Krankenschwestern. Wilhelm Maudrich, Wien 1950.
- Pathologische Anatomie der Tuberkulose. In: Alfred Frisch: Die Klinik der Tuberkulose Erwachsener. Springer, Wien 1951, S. 1–31.